# Augustyn Michał Stefan Radziejowski
Augustyn Michał Stefan Radziejowski, né le 3 décembre 1645 à Radziejowice, en Mazovie (république des Deux Nations) et mort le 11 octobre 1705 à Dantzig, est un aristocrate (blason Janusza) et homme d'église polonais, devenu cardinal et primat de Pologne. 
Il était apparenté au roi Jean III Sobieski (1629-1696).

## Biographie

### Enfance et formation
Sa mère, Euphrosyne Tarnowska, meurt quelques jours après sa naissance.
En 1652, à la suite d'un différend avec le roi Jean II Casimir Vasa (1609-1672), son père est lourdement condamné et se réfugie en Suède, se mettant au service de ce pays. 
Le jeune Augustyn est cependant pris sous sa protection par la reine, la Française Marie-Louise de Gonzague. Il fait des études au collège jésuite de Rawa, puis est envoyé à Paris au collège d'Harcourt. Il poursuit ses études à Rome, où il est ordonné prêtre.

### Carrière ecclésiastique et politique
Revenu en Pologne, il est nommé chanoine de Gniezno par le roi Jean III, puis prêtre à Cracovie. Il devient évêque de Varmie en 1680.  
Il joue dès lors un rôle politique en tant que membre de droit du Sénat et que proche de Jean Sobieski. En 1685, il est nommé chancelier de la Couronne. 
Le pape Innocent XI le nomme cardinal le 2 septembre 1686. En 1688, il devient archevêque de Gniezno et primat de Pologne. Le cardinal Radziejowski ne participe cependant pas au conclave de 1689, lors duquel Alexandre VIII est élu, ni à ceux de 1691 (élection d'Innocent XII) ou de 1700 (élection de Clément XI). 

### La succession de Jean Sobieski (1696-1697)
Après la mort de Jean Sobieski en 1696, il devient, en tant que primat, régent du royaume. 
Il soutient d'abord la candidature de Jacques Sobieski, mais celui-ci ne paraissant pas en mesure de l'emporter, se rallie à la candidature du prince de Conti, soutenu par Louis XIV ; en fin de compte, c'est l'électeur Auguste de Saxe qui l'emporte, devenant roi de Pologne sous le nom d'Auguste II.

### La crise des années 1703-1705
Au début des années 1700, Auguste II participe aux côtés de la Russie à la Grande guerre du Nord ; mais les succès du roi de Suède  Charles XII, qui intervient victorieusement en Pologne, créent de fortes tensions avec une partie de la noblesse qui se ligue dans la confédération de Grande Pologne (juillet 1703). 
En janvier 1704, Auguste II commet l'erreur d'enlever Jacques Sobieski, ainsi que son frère Constantin. Radziejowski se rallie alors à la confédération et proclame l'interrègne (14 février 1704). Il envisage de soutenir soit le prince de Conti, soit le Hongrois François II Rákóczi, mais ne réussit pas à imposer son choix et c'est Stanislas Leszczynski, un des dirigeants de la confédération, soutenu par Charles XII, qui est élu (12 juillet 1704).
En désaccord, le cardinal Radziejowski se retire, se réfugie à Dantzig (Gdańsk) et refuse de couronner Stanislas. 
Au cours de l'année 1705, il tente de reprendre contact avec Auguste II, mais sa mort met fin aux négociations.

## Source
- Fiche du cardinal sur le site fiu.edu